# 弗魯特蘭 (馬里蘭州)
弗魯特蘭（英語：Fruitland）是一個位於美國馬里蘭州威科米科縣的城市。

## 人口
根據2020年美國人口普查的數據，弗魯特蘭的面積為10.00平方千米，當中陸地面積為9.98平方千米，而水域面積為0.02平方千米。當地共有人口5534人，而人口密度為每平方千米553人。